# Seznam slovenskih slikarjev, ki slikajo z usti ali nogami
Seznam slovenskih slikarjev, ki slikajo z usti ali nogami.

## A
- Jožica Ameršek

## E
- Franc Ekart

## G
- Vojko Gašperut
- Nevenka Gorjanc

## K
- Polona Kresal Bizaj

## L
- Aco Lebarič

## M
- Breda Malus
- Angela Medved

## P
- Erik Pibernik

## S
- Dragica Sušanj

## V
- Željko Vertelj

## Z
- Stojan Zafred
- Neja Zrimšek Žiger

## Ž
- Benjamin Žnidaršič